# Graincourt-lès-Havrincourt
Graincourt-lès-Havrincourt település Franciaországban, Pas-de-Calais megyében. Lakosainak száma 644 fő (2022. január 1.). Graincourt-lès-Havrincourt Bourlon, Havrincourt, Anneux, Boursies, Cantaing-sur-Escaut, Flesquières és Mœuvres községekkel határos.

## Népesség
A település népességének változása:
| Lakosok száma | 634  | 629  | 640  | 638  | 642  | 646  | 649  | 655  | 644  |
|               | 2013 | 2015 | 2016 | 2017 | 2018 | 2019 | 2020 | 2021 | 2022 |